# Karel Matěj Čapek-Chod
Karel Matěj Čapek-Chod (n. 21 februarie 1860 - d. 3 noiembrie 1927) a fost un scriitor și jurnalist ceh.
Romanele sale, ce înfățișează moravurile și obiceiurile acelei epoci, marchează sfârșitul naturalismului.

## Opera
- 1895: A treia curte ("V třetím dvoře");
- 1908: Răzbunarea lui Kašpar ("Kašpar Lén mstitel");
- 1916: Turbina ("Turbina");
- 1917 - 1918: Familia Jindra ("Jindrové");
- 1924: Umorescă ("Humoreska");
- 1926: Ad hoc ("Ad hoc").